# Khalia
Khalia è una suddivisione dell'India, classificata come census town, di 4.957 abitanti, situata nel distretto di Howrah, nello stato federato del Bengala Occidentale. In base al numero di abitanti la città rientra nella classe VI (meno di 5.000 persone).

## Geografia fisica
La città è situata a 22° 37' 05 N e 88° 17' 33 E.

## Società

### Evoluzione demografica
Al censimento del 2001 la popolazione di Khalia assommava a 4.957 persone, delle quali 2.595 maschi e 2.362 femmine. I bambini di età inferiore o uguale ai sei anni assommavano a 530, dei quali 264 maschi e 266 femmine. Infine, coloro che erano in grado di saper almeno leggere e scrivere erano 3.400, dei quali 1.925 maschi e 1.475 femmine.